# Harry Siebert
 Ikke at forveksle med Harry Siefert.
Harry Wilhelm Siebert (født 13. juni 1911, død 1977) var en dansk atlet og politimand medlem af Københavns IF.
Harry Siebert var 1937 på landsholdet to gange; mod Norge i Oslo og mod Tyskland i København. Han nåede på DM en sølv- og to bronzemedaljer i diskoskast. Han var også håndboldspiller på KIFs hold i 1930'erne.

## Danske mesterskaber
- Bronze 1937 Diskoskast 39,25
- Bronze 1937 Tikamp 5559 p
- Sølv 1936 Diskoskast 39,52

## Personlig rekord
- Diskoskast: 41,91 1937
- 110 meter hæk: 16,0 1933
- Højdespring: 1,70 1936
- Længdespring: 6.56 1938
- Stangspring: 3,40 1936
- Trespring: 12.62 1938
- Vægtkast: 13,80 1938
- Tikamp: 5491 point 1936

(Serie:11,5-6,42-11,81-1,60-56,4/18,2-38,45-3,20-41,05-5,18,0)